# منظریه (شهرضا)
مَنظَریّه شهری در بخش مرکزی شهرستان شهرضا در  استان اصفهان ایران است.
شهر منظریه در جنوب شهرضا واقع شده‌است. طبق نتایج آمارگیری سال ۱۳۹۵ جمعیت این شهر بالغ بر ۷،۱۶۴ نفر بوده. از بین بناهای تاریخی منظریه می‌توان به مقبره بابا پیر، ارگ رکن آباد و چند ارگ تاریخی و برج های نگهبانی محله اسفه سالار که در مجاورت راه اصلی اصفهان-شیراز است،اشاره کرد که قدمتی طولانی دارند.شهر منظریه در سال 1379 با ادغام روستاهای عمروآباد خسروآباد،بابوکان،وصف واسفه سالار تشکیل شده است .پس از شهرضا پرجمعیت‌ترین شهر این شهرستان شهرضا است. در طی نوروز ۹۲ تفریحگاه نوروزی این شهر بالغ بر ۴۰٬۰۰۰ بازدیدکننده داشت که به واسطهٔ این تفریحگاه در عید نوروز تصادفات به طرز قابل ملاحظه‌ای کم شد.
در خرداد ۹۳ بدنبال قانون یکسان‌سازی مخابرات استان اصفهان پیش شماره شهر مظریه از ۲۲۸ به ۵۳۲۸ تغییر یافته است .